# Myoxanthus ruschii
Myoxanthus ruschii är en orkidéart som beskrevs av Claudio Nicoletti de Fraga och L.Kollmann. Myoxanthus ruschii ingår i släktet Myoxanthus och familjen orkidéer. Inga underarter finns listade i Catalogue of Life.